# Oxira interca
Oxira interca là một loài bướm đêm trong họ Noctuidae.